# Zvonimir Skender
Zvornimir Skender (Zagreb, 18. srpnja 1939. – Corte, 13. travnja 2023.)
bio je potpukovnik (fr. Lieutenant-colonel) francuske Legije stranaca i general bojnik Hrvatske kopnene vojske, zamjenik zapovjednika 1. hrvatskoga gardijskog zbora. Uz velike zasluge u izgradnji sustava vođenja i zapovijedanja tom postrojbom, značajan je doprinos dao i u redovima Hrvatskoga vijeća obrane, posebice u ustrojavanju postrojbi HVO-a, a potom i kao zapovjednik Zbornoga područja Tomislavgrad. Godine 1965. dobio je francusko državljanstvo.

## Životopis
Zvonimir Skender je u rodnome Zagrebu pohađao osnovnu i srednju školu. Godine 1958. odlazi u Francusku i tamo završava Višu školu za elektrotehniku i vezu. U travnju 1959. godine pristupa Legiji stranaca i biva primljen u aktivnu vojnu službu Francuske vojske.
Tijekom službovanja u Legiji stranaca kontinuirano se školovao uz rad, završivši uz školu francuskoga jezika i nekoliko francuskih vojnih škola. Osim u Francuskoj i Korzici, službovao je u Maskari (Alžir), Džibutiju (Afrika), na otocima Mayotti (Komori) i Mururoa (atomski poligon u Francuskoj Polineziji). Kao pričuvni časnik i zamjenik zapovjednika rezervne pukovnije na Korzici, promaknut je 1. travnja 1992. u čin pričuvnoga potpukovnika Francuske vojske – najviši čin koji je u Francuskoj vojsci dobio neki Hrvat. Nakon umirovljenja u Legiji stranca, živio je na Korzici. Početkom lipnja 1993. godine, u vrijeme agresije na Hrvatsku, vratio se u domovinu, gdje je najprije bio raspoređen u Hrvatsko vijeće obrane kao instruktor, a potom u ljeto 1993. bio imenovan zapovjednikom Operativne zone Tomislavgrad. Tijekom Domovinskoga rata sudjelovao je u operacijama Cincar, Zima '94., Bljesak, Ljeto '95. i Oluja. U čin djelatnoga brigadira Oružanih snaga RH preveden je iz čina rezervnog potpukovnika Francuske vojske 1994. godine, a potom je promican u činove stožernoga brigadira (1995.) i general bojnika (1996.), u kojem je 31. ožujka 2001. i umirovljen.
 »Svi koji su imali priliku upoznati ga, a napose hrvatski branitelji koji su zajedno s njim služili domovini, znaju da je uvijek bio ozbiljan i odgovoran, pouzdan i odvažan, a istodobno diskretan i samozatajan, (…) profesionalac, vojnička i moralna vertikala.« — Tomo Medved
General Skender preminuo je 13. travnja 2023. u 84. godini života u bolnici grada Corté u unutrašnjosti otoka Korzike. Sahranjen je 17. travnja 2023. na korteškom gradskom groblju.

## Odlikovanja i priznanja
Zvonimir Skender je za službu u Legiji stranaca i Francuskoj vojsci dobio sedam odlikovanja te više pohvala i nagrada.
Za osobite zasluge u Domovinskom ratu i službu u Oružanim snagama RH odlikovan je Spomenicom domovinskoga rata (1994.), Redom bana Jelačića (1995.), Redom Nikole Šubića Zrinskog (1995.), medaljom Bljesak (1995.), medaljom Ljeto ’95. (1995.), medaljom Oluja (1995.), Redom hrvatskog trolista (1997.), Spomen-medaljom Vukovar (1999.) i Spomenicom domovinske zahvalnosti (1999.).

## Vanjske poveznice
- Hrvatski generalski zbor: In memoriam Zvonimr Skender
- SENSE Transitional Justice Center – Witness: It was difficult to exercise command in HVO units (The Hague, 24. rujna 2009.) (engl.)